# الکس تن
الکس تن (انگلیسی: Alex Tan) که با بیشتر با نام کاربری PangaeaPanga شناخته می‌شود یک هکر امریکایی است که برای مراحل سختی که برای سوپر ماریو طراحی کرده و بازی کردن سوپر ماریو ورلد به صورت چشم بسته شناخته شده است.